# Legutio
Legutio község Spanyolországban, Arabában. Lakosainak száma 2086 fő (2024).

## Földrajza
Legutio Arratzua-Ubarrundia, Zigoitia, Ubide, Otxandio, Aramaio és Leintz-Gatzaga községekkel határos.

## Népesség
A település lakosságának változását az alábbi diagram mutatja:
| Lakosok száma | 1403 | 1459 | 1517 | 1643 | 1698 | 1703 | 1747 | 1885 | 1993 | 2086 |
|               | 2001 | 2004 | 2006 | 2009 | 2011 | 2014 | 2016 | 2019 | 2021 | 2024 |